# Sunrise with Sea Monsters

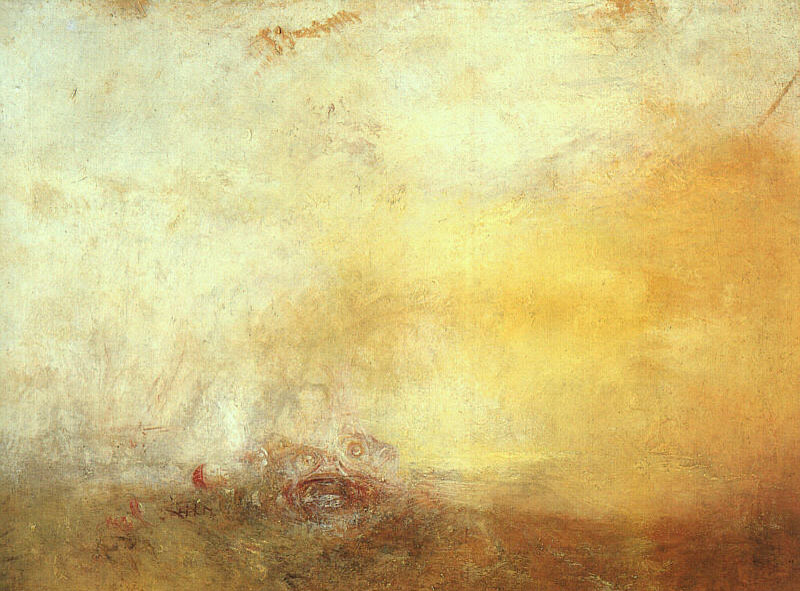
Sunrise with Sea Monsters

Sunrise with Sea Monsters (Sonnenaufgang mit Seeungeheuern) ist ein 1845 gemaltes Ölgemälde des englischen Malers William Turner. Das Bild entstand in der Spätphase Turners und erzielt seine Wirkung durch die Farben, während sich die Motive fast vollkommen in Abstraktion auflösen. Turner greift mit diesem Bild wieder eines der phantastischen Sujets auf, die ihn unregelmäßig durch seine gesamte Karriere begleiteten. Das 91,4 × 121,9 cm große Gemälde befindet sich heute im Besitz der Tate Gallery in London und hängt derzeit im Tate-Britain-Museum.
Der untere Teil des Bildes zeigt morastiges, dunkles, vermutlich kaltes Meer. Im oberen Teil befindet sich ein gelb-goldener Himmel vor einem Sonnenaufgang. In der Mitte lauern die titelgebenden Seeungeheuer. Diese sind kaum mehr als Körper zu erkennen, sondern als sich auflösende Partikel, mehr Bewegung als Körper. Durch die Farbgebung erweckt das ganze Bild den Eindruck des Fließens und der Bewegung, der durch Titel und Motivwahl bereits etabliert wurde.
Der Bildtitel lenkt die Betrachtung des Bildes. Auf der Suche nach den Seeungeheuern erkennt der Betrachter zwei Augen. Andere Motive in diesem Bereich könnten zwei Mäuler zeigen, oder einen Fischkopf im Halbprofil. Es ist aber auch möglich, das in Auflösung begriffene Motiv als zwei Augen zu einem Maul zu interpretieren, ebenso wie es auch eine reine Wellenformation sein kann.
Das Bild entstand im englischen Küstenort Margate.